# 斎藤義雄
斎藤 義雄（さいとう よしお、1956年3月31日 - ）はウェザーマップ所属の気象予報士、防災士。株式会社クリア取締役等を等を務めた。

## 来歴・人物
東京都池袋出身。血液型はA型。一橋大学社会学部卒業。気象業界に移る前はアパレル業界で働いていた。1995年株式会社ウェザーマップ入社。また、幼少時から父親の影響で大の競馬ファンでもある。学生時代は馬術部に所属していた。2002年からは株式会社クリアで取締役等を務め、気象予報士試験受験指導なども行った。

## 出演番組

### 現在
- たまむすび（TBSラジオ）

### 過去
- ミッドナイトウェザー「お天気チェック」（TOKYO MX）
- ニュースステーション（テレビ朝日）
- お天気クジラ（TBS）
- NNN24 気象情報（日本テレビ）
- スポ天ワイド（NNN24）
- 東京シティ競馬中継（TOKYO MX）
- TBSニュースバード（TBSニュースバード）
- サタデー生ワイド そらナビ（スーパーバイザー、CBC）
- ストリーム（TBSラジオ）
- 大沢悠里のゆうゆうワイド（TBSラジオ）
- 荒川強啓 デイ・キャッチ!（TBSラジオ）